# Sia Furler
Sia Kate Isobelle Furler (født 18. december 1975 fra Adelaide, Australien) primært kendt under sit kunsternavn Sia, er en australsk sangerinde. Sia har haft succes med sange som "Breathe Me" (2004), "Chandelier" fra hendes album 1000 Forms Of Fear (2014), "Elastic Heart" (2015), "Big Girls Cry" (2015) og "Cheap Thrills fra This Is Acting  (2016). I 2018 og 2019 har hun udgivet flere sange i sammenarbejde med Labrinth og Diplo, hvor de sammen går under gruppenavnet LSD. I 2019 udgav de også sammen et album  Labrinth, Sia & Diplo Present... LSD.
Sia fik sit første store gennembrud i 2011, hvor hun sang vokaler til David Guettas kæmpehit "Titanium". Sangen er desuden skrevet af Sia selv, dog i samarbejde med Giorgio Tuinfort og Afrojack
Sia har været nomineret til fire grammy awards og har tidligere haft stor succes med andre sange som "Soon We'll Be Found" og "Buttons". Hun har desuden skrevet nogen af de største hits til kendte og professionelle sangere, herunder Beyoncé, Selena Gomez, Lea Michele, Rita Ora samt Rihanna. Disse hits er bl.a. "Come and Get It", "Pretty Hurts", "Radioactive" og "Diamonds".
Efter hendes kæmpehits og den medfølgende store berømmelse mærkede hun hurtigt presset fra offentligheden og sine fans. På baggrund af dette tog hun derfor beslutningen om, at hun ikke vil vise sit ansigt frem i forbindelse med sine optrædener for netop at undgå at blive udstillet offentligt. Dette har blandt andet betydet, at hun i langt de fleste af sine musikvideoer ikke optræder i egen person, men derimod udtrykker sig på andre måder. Hun har blandt andet lavet en trilogi til musikvideoerne til tre af sine største hits; "Chandelier" (2014), "Big Girls Cry" (2014) og "Elastic Heart" (2013). I de to førstnævnte musikvideoer optræder udelukkende den amerikanske danserinde Maddie Ziegler, og i "Elastic Heart" har Maddie selskab af Shia LaBeouf. I andre liveoptrædender, blandt andet på de amerikanske talk-shows ellen og SNL (Saturday Night Live), er hun maskeret i en sådan grad, at hendes ansigt ikke er genkendeligt.
Den 20. maj 2020, udgav Sia sangen 'Together', som er fra hendes kommende musical ''Music'', som formodes at være ude til september.  

## Diskografi
- OnlySee (1997)
- Healing Is Difficult (2001)
- Colour the Small One (2004)
- Some People Have Real Problems (2008)
- We Are Born (2010)
- 1000 Forms of Fear (2014)
- This Is Acting (2016)
- Everyday Is Christmas (2017)
- Music (2021)
- Reasonable Woman (2024)